# Max Kümhof

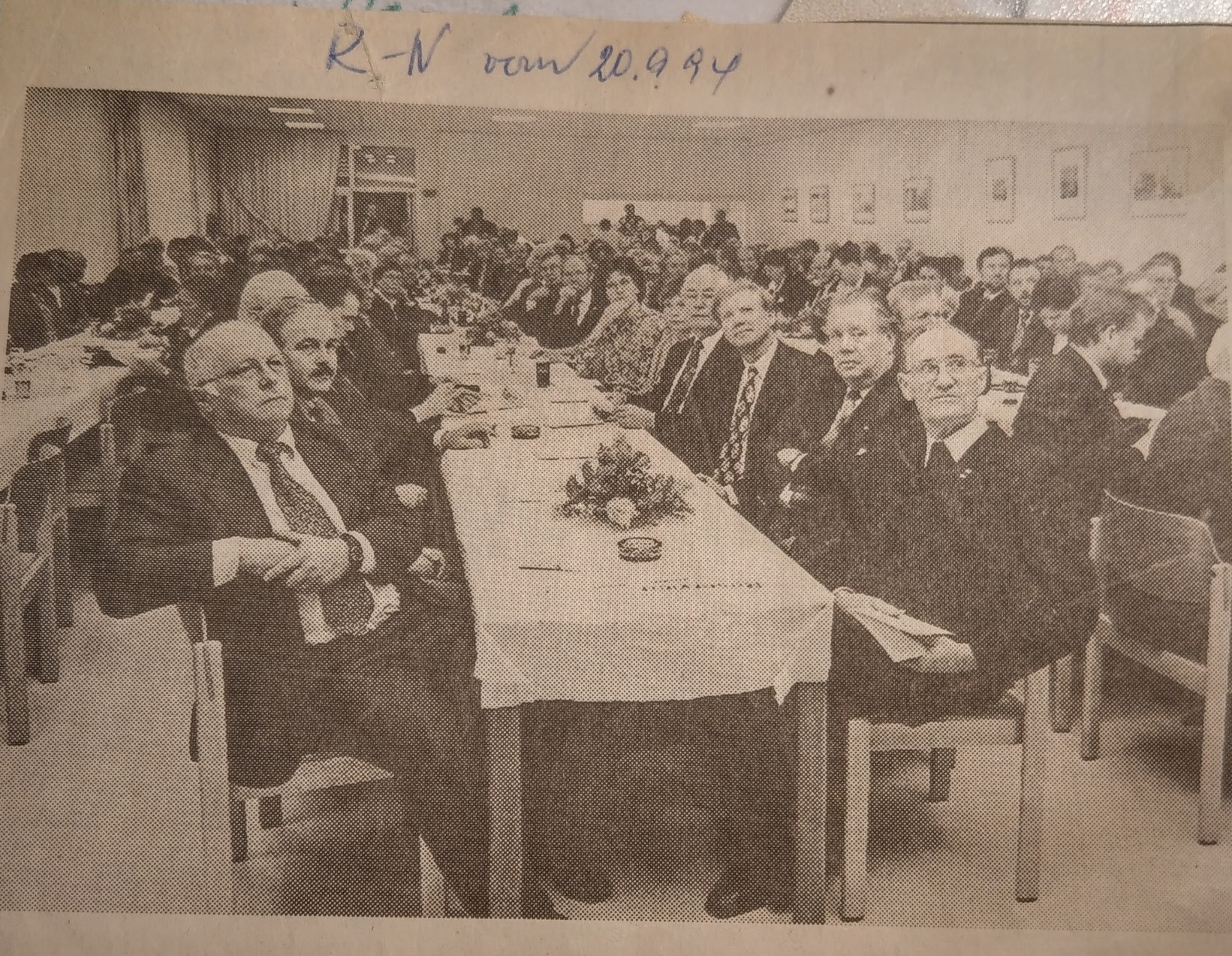
Max Kümhof mit Minister Norbert Blüm (als Festredner) auf der 125-jährigen Jubiläumsfeier der Kolpingfamilie Dortmund-Hörde; Ruhr Nachrichten, 20. September 1994

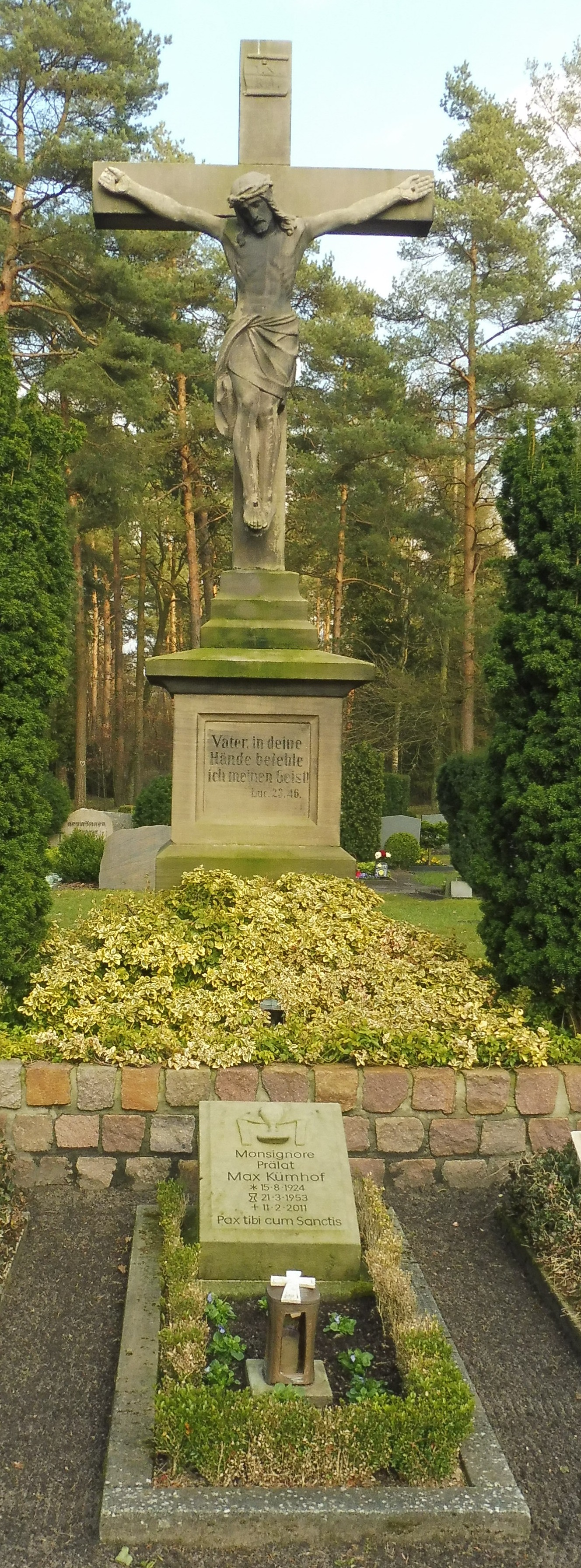
Grab in Stukenbrock-Senne

Max Kümhof (* 15. August 1924 in Heggen; † 11. Februar 2011 in Elspe) war ein deutscher römisch-katholischer Priester. Neben dem Gemeindedienst war er vor allem in der Polizeiseelsorge tätig, ab 1989 als leitender Polizeidekan auf Bundesebene.

## Leben
Max Kümhof studierte Theologie in Paderborn und München und empfing am 21. März 1953 im Paderborner Dom die Priesterweihe. Anschließend war er Vikar in Hagen und in Dortmund-Hörde. Er absolvierte ein Zusatzstudium an der Sozialakademie Dortmund und wurde Betriebsseelsorger und Polizeiseelsorger zunächst für den Regierungsbezirk Arnsberg, ab 1979 Leiter der Polizeiseelsorge im Erzbistum Paderborn mit Sitz am Polizei-Bildungszentrum Erich Klausener in Schloß Holte-Stukenbrock. Zugleich war er dort Seelsorger der Filialgemeinde St. Achatius. In beiden Funktionen erwarb er sich hohe Wertschätzung. 1981 erhielt er den päpstlichen Ehrentitel Monsignore. 1989 erfolgte die Wahl zum geschäftsführenden Vorsitzenden der Bundesarbeitsgemeinschaft der Katholischen Polizeiseelsorge (Leitender Polizeidekan auf Bundesebene). Im Jahr 2000 wurde er als Polizeipfarrer emeritiert. 2008 zog er sich aus Gesundheitsgründen nach Elspe zurück. Sein Grab ist in Stukenbrock-Senne.